# Command and Conquer (jeu vidéo annulé)
Command and Conquer, anciennement Command and Conquer: Generals 2, est un jeu vidéo annulé de stratégie en temps réel. Le jeu était développé par BioWare Victory.

## Développement
Annoncé en 2011, le jeu était prévu pour 2014 et devait posséder un mode solo, conformément à la demande des fans du jeu. Ce jeu était basé sur le modèle du free-to-play. Le 29 octobre 2013, Electronic Arts a décidé d'arrêter le développement du jeu.